# Seznam postav Duny
Seznam postav Duny zahrnuje přehled fiktivních postav, které se vyskytují v románové sci-fi sérii Duna. Román Duna a jejích pět pokračování vytvořil americký spisovatel Frank Herbert, po jeho smrti v r. 1986 pokračuje v díle jeho syn Brian Herbert ve spolupráci s Kevinem J. Andersonem. Společně napsali dvě další pokračování série Duna, dále dvě trilogie, které svým dějem předcházejí prvnímu dílu a v současnosti pracují na tetralogii, která se detailně zabývá některými významnými postavami románového cyklu.

## Rod Harkonnenů
- Xavier Harkonnen (223 PG – 164 PG): Vrchní generál vojsk během Služebnického džihádu, nejbližší přítel Voriana Atreida, milenec Sereny Služebnice. Po své smrti upadl neprávem v opovržení.
- Bašár Abulurd Harkonnen (126 PG – ?[1]): Vnuk Xaviera Harkonnena, jemuž Vorian Atreides odhalil pravdu o jeho předkovi. Abulurd se rozhodl, že už dále nebude tajit okolnosti Xavierovy smrti a hrdě se přihlásil k příjmení Harkonnen, jejž zbytek jeho rodiny odmítal užívat.
- Baron Vladimir Harkonnen (10110 – 10193): Vládce Giedi Primy, úhlavní nepřítel rodu Atreidů. Svou krutou povahou a ďábelskými plány proti nepřátelům vstoupil do dějin vesmíru Duny jako jeden z nejnebezpečnějších zločinců. Zemřel rukou Alie Atreidové, sestry Paula Muad'Diba.
- Abulurd Harkonnen: Mladší polobratr Vladimira Harkonnena, vládce Lankiveilu. Na rozdíl od jiných Harkonnenů měl dobrosrdečnou, tichou povahu. Byl zavražděn vlastním synem Glossu Rabbanem.
- Hrabě Glossu „Bestie“ Rabban (10132-10193): Syn Abulurda Harkonnena, který byl vychován svým strýcem Vladimirem. Byl nesmírně krutý, ale také poněkud hloupý a zbrklý. Proto se Vladimir rozhodl, že nebude jeho dědicem, jímž se měl stát Feyd Rautha. Dlouhá léta mu byla svěřena správa Arrakis. Zemřel na Arrakis během útoku fremenských vojsk Paula Atreida.
- Na-baron Feyd-Rautha Harkonnen (10172-10193): Mladší bratr Glossu Rabbana, který byl odebrán Abulurdu Harkonnenovi a vychován svým strýcem Vladimirem. Byl jedním z nejlepších šermířů a strýcovou výchovou získal krutou povahu a zálibu v promyšlených úskocích. Zemřel v osobním souboji s Paulem Atreidem.

- Služebníci:
  - Piter de Vries (10175 (klon)-10191): Křivý mentat Vladimira Harkonnena, produkt tleilaxnaských genetických mutací. Jeden z nejlepších, ale i nejzrůdnějších mentatů v dějinách Duny. Jeho první klon zemřel rukou benegesseriťanky Gaius Heleny Mohiamové, druhý padl za oběť jedu, který vydechl před smrtí vévoda Leto Atreides.
  - Kapitán osobní stráže Iakin Nefud: Krutý velitel Vladimira Harkonnena, závislý na semútě.

## Rod Atreidů
- Vorian Atreides (223 PG-?): Syn Titána Agamemnona (13., ostatní byli likvidováni), který zradil Synchronizované světy a připojil se na stranu Ligy vznešených, kde se stal jedním z největších hrdinů Služebnického džihádu. Protože mu byl operativně prodloužen život na několik staletí, není známo, kdy zemřel, ale po vítězství v bitvě o Corrin opustil známý vesmír a vydal se na cesty po vzdálených planetách.
- Vévoda Paulus Atreides (10089-10156): Oblíbený vládce Caladanu, statečný válečník. Rád se oddával toreadorským zápasům a padl za oběť harkonnenské léčce, pomocí níž byl do arény propašován zdrogovaný býk.
- Vévodkyně Helena Atreidová (10095-?): Manželka Pauluse Atreida, původem z rodu Riches. Původně se milovali, ale postupně se jejich manželství stalo pouhou formalitou a její zášť nakonec vzrostla natolik, že se sama zapojila do spiknutí proti svému manželovi. Její syn Leto ji za trest poslal do vyhnanství.
- Vévoda Leto Atreides (10140-10191): Syn Pauluse Atreida, jeden z největších hrdinů vesmíru Duny. Byl známý pro svůj neústupný smysl pro čest a spravedlnost a byl milován lidem Caladanu. Zemřel na Arrakis, když mu doktor Yueh vpravil do úst falešný zub s ampulkou prudkého jedu, jímž se Leto pokusil otrávit barona Vladimira Harkonnena.
- Lady Jessica Atreidová (10154-10256): Oficiální konkubína vévody Leta, jedna z nejschopnějších benegesseriťanek. Měla od Sesterstva přikázáno rodit Letovi pouze dcery, avšak zamilovala se do něj a příkaz porušila. Zemřela v poklidném stáří na Caladanu.
- Imperátor Paul Atreides, Muad'Dib (10175-10217): Syn Leta Atreida a lady Jessicy, po dobytí Arrakis Harkonneny uprchl do pouště a stal se vůdcem fremenů, s jejichž pomocí získal svou planetu zpět a svatbou s imperátorovou dcerou Irulán se dosadil na imperiální trůn.
- Lady Alia Atreidová (10191-10219): Dcera-pohrobek vévody Leta Atreida. Už před narozením v ní byly probuzeny zděděné vzpomínky na minulé životy, v důsledku čehož se u ní v dospělosti projevila duševní nevyrovnanost a nakonec raději spáchala sebevraždu.
- Imperátor Leto Atreides II. (10207-13728): Syn Paula Atreida, který na sobě provedl mutaci, díky níž mohl žít tisíce let. Po smrti Alie nastoupil na imperiální trůn, než se o 3500 let později stal obětí atentátu.
- Lady Ghanima Atreidová (10207-?): Sestra-dvojče Leta II. Atreida. Stala se zakladatelkou genetického plánu svého bratra, jinak prožila relativně běžný život.
- Siona Atreidová: Výsledek genetického plánu Leta II., díky kterému ji nebylo možné sledovat pomocí předzvěstné schopnosti. Na Leta II. spáchala  atentát a jako partnerka Duncana Idaha se stala zakladatelkou nové větve rodu Atreidů.
- Bašár Miles Teg (14929-15229): Potomek Atreidů, často přirovnávaný k vévodovi Letovi, geniální taktik a válečník, vrchní velitel vojsk Bene Gesseritu. Po smrti byl za pomoci Tleilaxanů vytvořen jeho klon.
- Ctihodná matka Darwi Odradová (15170-15240): Dcera Milese Tega, jedna z nejschopnějších benegesseriťanek. Záměrně se obětovala, aby Bene Gesserit přemohl Ctěné matre.
- Sheeana: dcera Siony Atreidové, narozena na Arrakis. Dokázala telepaticky komunikovat s písečnými červy a Darwi Odradová jí před smrtí věnovala své zděděné vzpomínky, čímž se Sheena stala Matkou představenou. Spolu s Duncanem Idahem a dalšími benegesseriťankami uprchla do neznámého vesmíru před myslícími stroji. Po jejich přemožení založila na jejich centrální planetě Synchronizaci nové Sesterstvo, které si dalo za úkol pokračovat v benegesseritském výcviku

- Služebníci:
  - Duncan Idaho (10146-10191): Narozený na Giedi Primě, kde mu Harkonnenové zavraždili rodinu. Jako osmiletý vstoupil do služeb Pauluse Atreida a díky své oddanosti a schopnostem se stal jedním z nejvěrnějších služebníků Atreidů a také jedním z nejlepších šermířů Impéria. Zemřel při dobývání Arrakis Harkonneny. Později byl Tleilaxany vypěstován jeho klon, v němž se jako v prvním klonu podařilo probudit vzpomínky na jeho minulý život. Po celou vládu si imperátor Leto II. nechával od Tleilaxanů dodávat nové klony Duncana Idaha, stejně činil i Bene Gesserit po imperátorově smrti. Poslední Idaho měl vzpomínky na všechny prožité životy a stal se finálním Kwisatzem Haderachem a vládcem nového impéria.
  - Gurney Halleck: Uprchlík z Giedi Primy, věrný bojovník rodu Atreidů a vynikající hráč na balisetu. Po znovudobytí Arrakis Atreidy se uchýlil na Caladan, kde žil jako společník a možná i milenec lady Jessicy.
  - Dr. Wellington Yueh (10082-10191): Osobní lékař rodu Atreidů, který byl vydíráním donucen Harkonneny ke zradě. Zemřel při dobytí Arrakis Harkonneny.
  - Thufir Hawat (?-10193): Vynikající mentat, sloužící rodu Atreidů. Po dobytí Arrakis jej Vladimir Harkonnen léčkou získal do svých služeb, ale na konci života dal Thufir přednost vlastní smrti před vraždou Paula Atreida.

## Rod Corrino
- rod vychází z rodu Služebníků, kteří se přejmenovali po bitvě o Corrin. Vedlejší větev rodiny jsou od začátku džihádu Harkonenové.

Serena Služebnice, kněžka džihádu dcera Maniona Služebníka a matka Maniona Neviňátka.
Imperátor Elrood IX. (9999-10156): Krutý, ale poměrně úspěšný imperátor, otec Shaddama IV. Protože pravidelně užíval melanž, dožil se vysokého věku a nakonec se ho Shaddam rozhodl odstranit, aby nemusel dále čekat na trůn.
- Imperátor Shaddam IV. Corrino (10119-10212): Nastoupil na trůn, když spolu s Hasimirem Fenringem otrávili jeho otce Elrooda a staršího bratra Fafnira. Celý život si uvědomoval, že Hasimir má větší schopnosti a snažil se vystoupit z jeho stínu, což ho přivedlo k mnoha chybným rozhodnutím. Po porážce na Arrakis byl nucen přenechat trůn Paulovi Atreidovi a odešel do vyhnanství na Salusu Secundus.
- Lady Anirul Sadow-Tonkinová Corrinová (?-10176): benegesseriťanka, manželka Shaddama IV. Na příkaz Bene Gesseritu rodila svému muži pouze dcery, kterých měli celkem pět: Irulán, Chalice, Wencisia, Josifa, Rugi. Byla zaplavena zděděnými vzpomínkami na minulé životy a spáchala sebevraždu. Při obraně Paula Atreida.
- Irulán Atreidová (10162-10248): Nejstarší dcera imperátora Shaddama IV., nepříliš úspěšná benegesseriťanka. Z donucení se provdala za Paula Atreida, jemuž se tak otevřela cesta na imperiální trůn. Manželkou byla pouze formálně, dvojčata Leta II. a Ghanimu měl Paul se svou fremenskou konkubínou Chani.
- Princ Farad'n Corrino (10198-?): Syn Wencisie Corrinové, jemuž lady Jessica Atreidová poskytla základní benegesseritský výcvik a vypěstovala v něm atreidský smysl pro čest. Stal se mužem Ghanimy Atreidové a zakladatelem genetického plánu Leta II. Atreida.

- Služebníci:
  - Hrabě Hasimir Fenring (10118-10225): Nejbližší přítel Shaddama IV., genetický eunuch a jeden z nejnebezpečnějších zabijáků v Impériu. Zemřel ve vyhnanství na Saluse Secundus.
  - Lady Margot Fenringová: benegesseriťanka, manželka hraběte Fenringa.
  - Ctihodná matka Gaius Helena Mohiamová (?-10207): Imperiální Mluvčí pravdy, jedna z nejschopnějších benegesseriťanek.

## Další významné šlechtické rody
- Vernio: Vládci planety Iks, odkud byli vyhnáni Tleilaxany, ale s pomocí Atreidů se jim podařilo vrátit zpět.
- Riches: Vládci planety Riches s rozsáhlou strojovou kulturou, podobnou Iksu, avšak zaměřenou spíše na masovou produkci než na technické inovace. Z rodu pocházela Helena, manželka Pauluse Atreida.
- Moritani: Vládci planety Grumman. Rod spřízněný s Harkonneny a silně nepřátelský k rodům Atreides, Ekaz a Gináz.

Norma Cenva a Aurelius Venport stáli u počátku založení Sesterstva Bene Gesserit a Gildy.

## Fremeni
- Pardot Kynes: Imperiální planetolog, vyslaný na zkoumání ekologie Arrakis. Protože zjistil, že by Arrakis bylo možné přetvořit na planetu příznivou životu, postavil se na stranu fremenů, s jejichž pomocí zahájil mohutnou, ale tajnou ekologickou transformaci planety.
- Liet-Kynes (10154-10191): Syn Pardota Kynese, po němž převzal titul imperiálního planetologa i tajný plán na transformaci Arrakis. Byl jako nepohodlný odstraněn Vladimirem Harkonnenem po jeho znovuzískání Arrakis.
- Šedout Mapes: Drobná fremenská žena, která sloužila v domácnosti Atreidů na Arrakis a zemřela při dobytí Arrakis Harkonneny.
- Stilgar (10141-?): Naíb síče Tabr, významný fremenský vůdce a blízký přítel Paula Atreida, jeden z jeho nejstatečnějších bojovníků a zároveň nejdůležitější postava fremenů. Bez něj by nikdy atreidové nezískali zpět své postavení. Strýc Chani.
- Chani (?-10207): Dcera Lieta-Kynese, konkubína Paula Atreida, matka imperátora Leta II. a Ghanimy, při jejichž porodu zemřela.
- Jamis: Jeden z bojovníků Stilgarova síče, který vyzval Paula Atreida na souboj, a stal se tak prvním mužem, jejž Paul zabil.
- Harah: Jamisova žena. Paul Atreides si po Jamisově smrti musel dle fremenského zvyku, kdy vítěz souboje přebírá zodpovědnost za manželku a děti poraženého, zvolit, zda Harah přijímá jako manželku či jako služebnou. Zvolil přijetí za služebnou a Harah následně pečovala o jeho sestru Alii. Později se stala Stilgarovou ženou.
- Otheym: Jeden z fedajkinů, fanatických bojovníků ve službách Paula Atreida. Později se připojil ke spiknutí proti imperátoru Paulovi.

## Další postavy
- Serena Služebnice (221 PG – 164 PG): Hrdinka Služebnického džihádu. S Xavierem Harkonnenem měla syna Maniona, kterého v dětském věku zavraždil robot Erasmus. To vyvolalo hněv lidstva na zotročených planetách a vedlo k vypuknutí Služebnického džihádu. Serena později obětovala život, aby zabránila nevýhodnému smíru, který hodlalo uzavřít vyčerpané lidstvo s myslícími stroji. Z jejího příbuzenstva rodu Služebníků vzešel Faykán Služebník, vnuk Xaviera Harkonena, který své jméno změnil na Corrino a stal se prvním imperátorem.
- Murbella: Ctěná matre, která byla zajata Bene Gesseritem a naučila se jejich bojovým technikám. Pochopila, že obě Sesterstva budou silnější, pokud se spojí. Od Ctihodné matky Darwi Odradové před její smrtí obdržela zděděné vzpomínky, a stala se tak právoplatnou Matkou představenou Bene Gesseritu. Velkou Ctěnou matre porazila v souboji, čímž získala nadvládu nad oběma Sesterstvy. Milenka Duncana Idaha, s nímž měla čtyři dcery.